# Brandon Parker
Brandon Malik Parker (Kannapolis, Carolina del Norte, 21 de octubre de 1995) más conocido como Brandon Parker, es un jugador profesional estadounidense de fútbol americano que se desempeña en la posición de offensive tackle en Las Vegas Raiders, equipo de la National Football League (NFL).

## Carrera
Fue seleccionado en la tercera ronda en la Reunión Anual de Selección de Jugadores de la NFL de 2018. Hizo su debut profesional con el equipo Oakland Raiders, en el cual jugó dos temporadas (2018-2020), luego pasó a Las Vegas Raiders, donde lleva jugando cuatro temporadas.